# Zastron
Zastron ist eine Stadt in der südafrikanischen Provinz Freistaat. Sie liegt in der Lokalgemeinde Mohokare, deren Verwaltungssitz sie ist, im Distrikt Xhariep.

## Geographie
Zastron hat 1893 Einwohner (Volkszählung 2011). Östlich liegt das Township Matlakeng mit 13.714 Einwohnern. Am häufigsten werden in Matlakeng und Zastron Sesotho, Afrikaans und isiXhosa gesprochen. Zastron liegt östlich des 2207 Meter hohen Aasvoëlberg, benannt nach den dort lebenden Kapgeiern. Auch östlich der Stadt liegen über 2000 Meter hohe Berge. Zastron liegt rund 30 Kilometer südwestlich von Lesotho.

## Geschichte
Das Gebiet wurde von San bewohnt, die in den Sandsteinhöhlen ringsum zahlreiche Felsmalereien hinterließen. 1838 siedelten erstmals der Bure Jan de Winnaar mit seiner Familie an der Stelle der heutigen Stadt, der aber mehrmals nach Kämpfen mit den Basotho unter Moshoeshoe I. vertrieben wurde. 1869 gehörte das Gebiet schließlich zum Oranje-Freistaat. De Winnaar gründete die Farm Verliesfontein (etwa: „Quelle des Verlustes“). Zastron wurde 1876 auf dem Gebiet der Farm gegründet und nach dem Geburtsnamen der Frau des damaligen Präsidenten des Oranje-Freistaates, Johannes Henricus Brand, benannt. Erst 1881 erhielt der Ort den Gemeindestatus, da die benachbarte Stadt Rouxville dies lange ablehnte.

## Wirtschaft und Verkehr
Haupteinnahmequelle ist die Landwirtschaft.
Zastron liegt an der R26, die von Rouxville im Westen kommend parallel zur Grenze Lesothos nach Norden führt, und an der R726, die nach Sterkspruit führt. Eine weitere Straße führt nach Mohale’s Hoek in Lesotho. Zastron liegt an der stillgelegten Bahnstrecke (Burgersdorp –) Dreunberg – Aliwal North – Zastron – Sannaspos (– Bloemfontein).

## Persönlichkeiten
- Miriam Phoebe de Vos (1912–2005), Botanikerin und Hochschullehrerin